# Božić u Beču (1997.)
Božić u Beču, hrvatski dugometražni film iz 1997. godine.